# Tigrisoma
Tigrisoma (Swainson, 1827)  è un genere di uccelli della famiglia Ardeidae

## Tassonomia
Comprende le seguenti specie:
- Tigrisoma lineatum (Boddaert, 1783) - airone tigrato rossiccio
- Tigrisoma fasciatum (Such, 1825) - airone tigrato fasciato
- Tigrisoma mexicanum Swainson, 1834 - airone tigrato messicano[2]